# Лоше, Пьер-Шарль
Пьер-Шарль Лоше (фр. Pierre-Charles Lochet; 24 февраля 1767, Шалон-ан-Шампань — 8 февраля 1807, Прейсиш-Эйлау) — французский военачальник, активный участник революционных и наполеоновских войн, бригадный генерал.

## Биография
Будущий генерал начал военную службу ещё подростком, в 1784 году, солдатом в полку Королевы. Он служил в армии до 1789 года, а в 1792 году был избран капитаном волонтёров революционного батальона Марны. Отличился в боях, имел благодарность от Директории, быстро продвигался по службе. Служил в Дунайской армии, в 1803 произведён в бригадные генералы.
Во главе пехотной бригады в дивизии Фриана, одного из трёх бессменных дивизионеров маршала Даву, Лоше отважно сражался при Аустерлице и затем при Ауэрштадте, где Даву удалось разгромить всю прусскую армию. В 1807 году, в боях против российских войск в Восточной Пруссии, генерал Пьер-Шарль Лоше погиб, находясь во главе своей бригады, в битве при Прейсиш-Эйлау.
В родном Шалоне именем генерала названа улица, а на кладбище, несмотря на то, что генерал похоронен в Восточной Пруссии, в его честь установлен памятный обелиск. Имя генерала включается в путеводители и работы, посвящённые знаменитым уроженцем города Шалона, столицы Шампани.
Увековечено имя генерала Лоше и на Триумфальной арке в Париже.

## Галерея

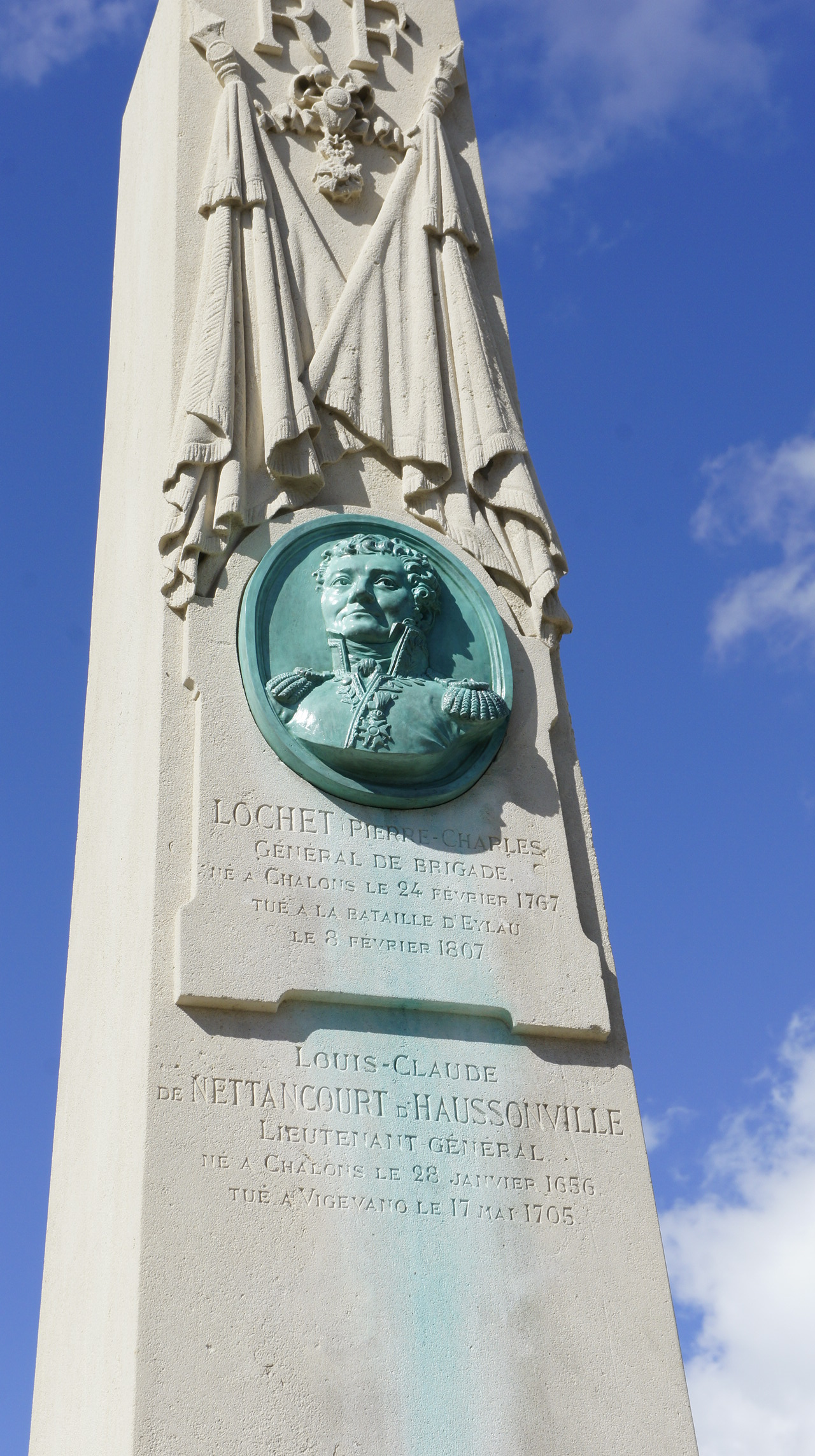
Обелиск генералу Лоше в Шалоне.
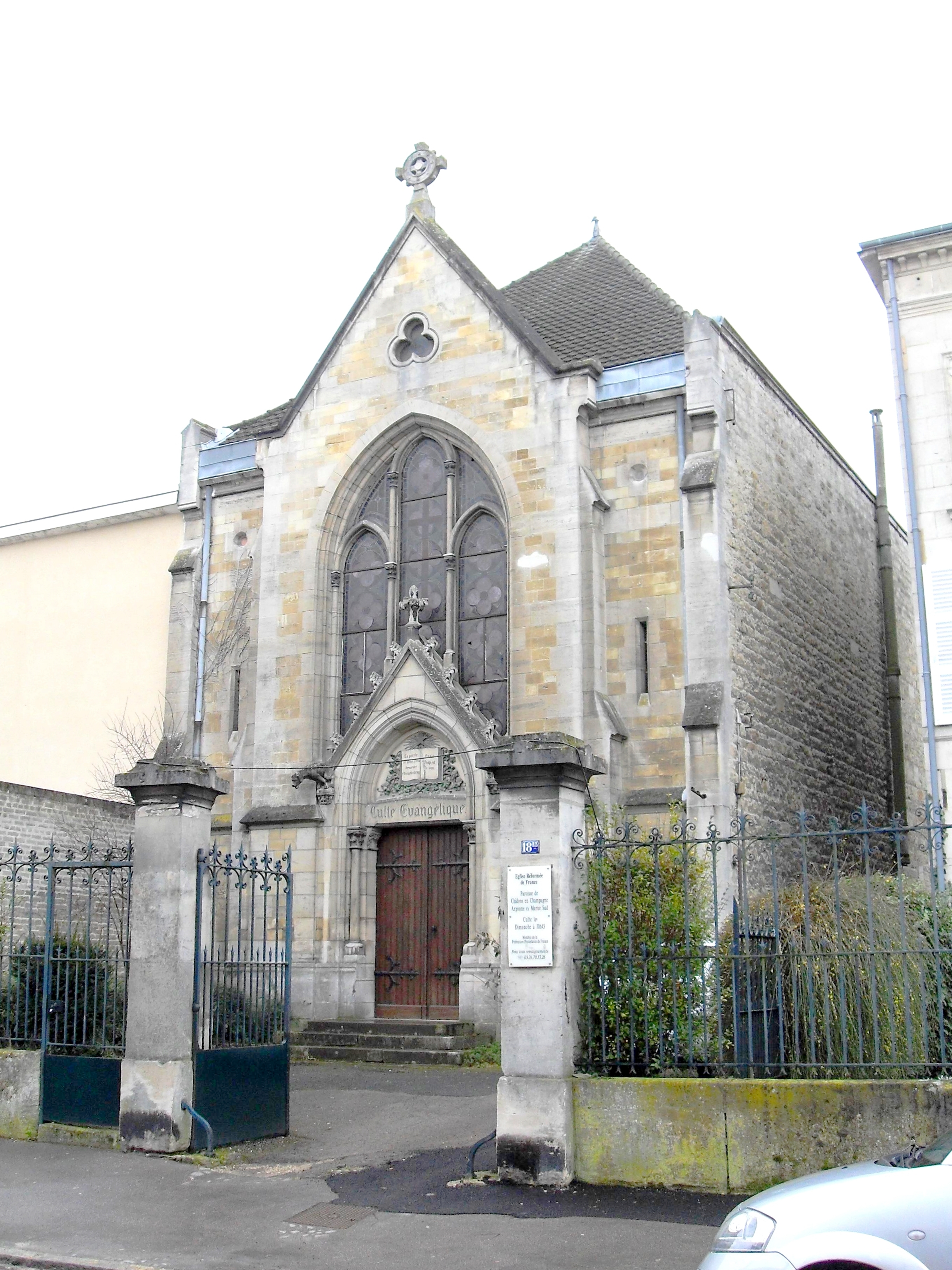
Протестантская церковь — одно из примечательных зданий улицы Лоше.